# Bianca Maria Meda
Bianca Maria Meda (1665 - 1700) foi uma compositora italiana. Pouco se sabe sobre sua vida, era freira beneditina no convento de San Martino del Leano, em Pavia. 
Ela publicou apenas uma obra, uma colecção de polifonias, Mottetti a 1, 2, 3 e 4 voci, com violini, em Bolonha em 1691. 